# Georgios Theodoridis
Georgios Theodoridis (griechisch Γέωργιος Θεοδωρίδης; * 12. Dezember 1972 in Athen) ist ein ehemaliger griechischer Sprinter.

## Leben
Bei den Leichtathletik-Weltmeisterschaften 1999 in Sevilla schied er über 100 m im Viertelfinale aus. Im Jahr darauf gewann er bei den Halleneuropameisterschaften in Gent Silber über 60 m. Bei den Olympischen Spielen in Sydney erreichte er über 100 m das Viertelfinale und mit der griechischen Mannschaft in der 4-mal-100-Meter-Staffel das Halbfinale.
2001 wurde er bei den Hallenweltmeisterschaften in Lissabon Siebter über 60 m, 2002 kam er bei den Europameisterschaften in München über 100 m ins Halbfinale, und 2003 scheiterte er bei den Weltmeisterschaften in Paris/Saint-Denis über dieselbe Distanz erneut im Viertelfinale.
2004 folgte einer Bronzemedaille über 60 m bei den Hallenweltmeisterschaften in Budapest ein Viertelfinalaus bei den Olympischen Spielen in Athen.
1999 wurde er griechischer Meister über 100 m.

## Persönliche Bestzeiten
- 60 m (Halle): 6,51 s, 9. Februar 2000, Piräus
- 100 m: 10,17 s, 24. August 2003, Saint-Denis